# Igreja Indígena Presbiteriana do Brasil
A Igreja Indígena Presbiteriana no Brasil (IIPB) é uma denominação protestante reformada, organizada em 2008, em decorrência da Missão Evangélica Caiuá, em que participam a Igreja Presbiteriana do Brasil e Igreja Presbiteriana Independente do Brasil. O respectivo trabalho missionário destaca-se pelo envolvimento educacional em tribos indígenas desde sua fundação.
Para treinamento de seus líderes, a denominação conta com o Instituto Bíblico Felipe Landes, exclusivo para indígenas.

## Estatísticas
| Ano  | Igrejas | Membros |
| ---- | ------- | ------- |
| 2011 | -       | 1.532   |
| 2012 | 23      | 1.494   |
| 2014 | 30      | 1.529   |
| 2017 | 22      | 810     |
| 2019 | 22      | 863     |
| 2020 | 37      | 872     |
| 2021 | 37      | 741     |
| 2022 | 38      | 826     |
| 2023 | 38      | 1.097   |
| 2024 | 36      | 1.187   |

A Igreja Indígena Presbiteriana do Brasil (IIPB) fornece anualmente estatísticas à Missão Evangélica Caiuá, que por sua vez a repassa à Comissão Executiva da Igreja Presbiteriana do Brasil. 
A partir de 2017, a denominação passou a registrar precisamente seu número de membros e apresentou crescimento de 7,65% nestes número entre 2017 e 2020. No mesmo período, a população brasileira cresceu 1,87%.
Em 2021, o número de membros da denominação foi estimado em 741, o menor número desde 2012. Em 2022, o número de membros voltou a subir.
Em 2023, a denominação registrou 1.097 membros, 32,8% a mais do que no ano anterior.